# Col de Longet
Pour les articles homonymes, voir Longet.
Le col de Longet (anciennement Col-Longet ou col Longet,) est un col frontalier entre la France et l'Italie, entre les Alpes-de-Haute-Provence et le Piémont. Il se situe à 2 650 ou 2 654 mètres d'altitude, entre la Tête des Toillies (3 175 mètres) au nord et le Bric de Rubren (3 340 mètres) au sud.
On y trouve plusieurs petits lacs, et c'est dans l'un d'eux (lac de Longet) que l'Ubaye prend sa source. Il n'y a ni routes ni pistes carrossables, l'accès se fait donc uniquement à pied ou en VTT. La route carrossable s'arrête à 15 km du col, au hameau de Maurin-Maljasset (hameau de Saint-Paul-sur-Ubaye). Côté italien, la route se situe à 5 km du col environ, au village de Chianale.
Du col, on peut avoir un beau point de vue sur le mont Viso. Côté français, de 1983 à 2020, on pouvait observer l'épave d'un petit avion quelques kilomètres avant le col. Un peu plus bas que le lac, dans le lit de l'Ubaye (pas dans le chemin qui est rive droite), une succession de profondes vasques se trouve dans des clivages rocheux inclinés à 45° (la plus grande peut contenir plus de dix mètres cubes d'eau). Par rapport à ces vasques mais plus au sud de ces mêmes clivages inclinés, une haute face infranchissable abritait un habitat naturel rupestre agrémenté de plusieurs gravures et symboles protohistoriques et historiques (comme dans le vallon de Chabrière partant du haut de Paroire vers le sud).
Le sentier de grande randonnée de pays « Petit tour du Bric de Rubren » franchit ce col.